# Conrad Götke
Conrad Götke (zm. nie wcześniej niż w 1665) – szwedzki rytownik, działający w XVII wieku w Rzeczypospolitej Obojga Narodów.

## Życiorys i działalność

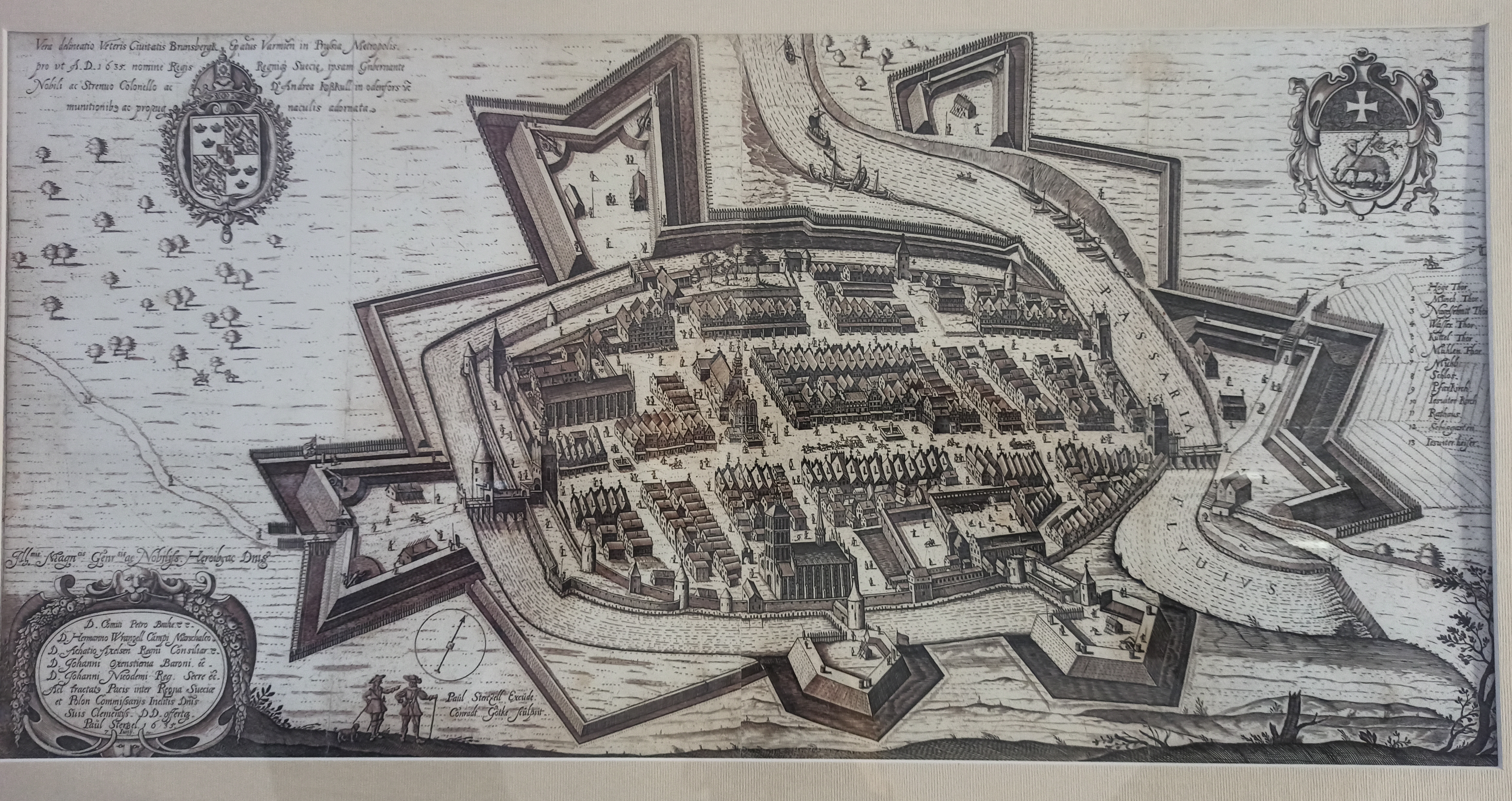
Plan Braniewa z 1635 roku – miedzioryt wykonany przez Conrada Götke na podstawie planu Paula Stertzela

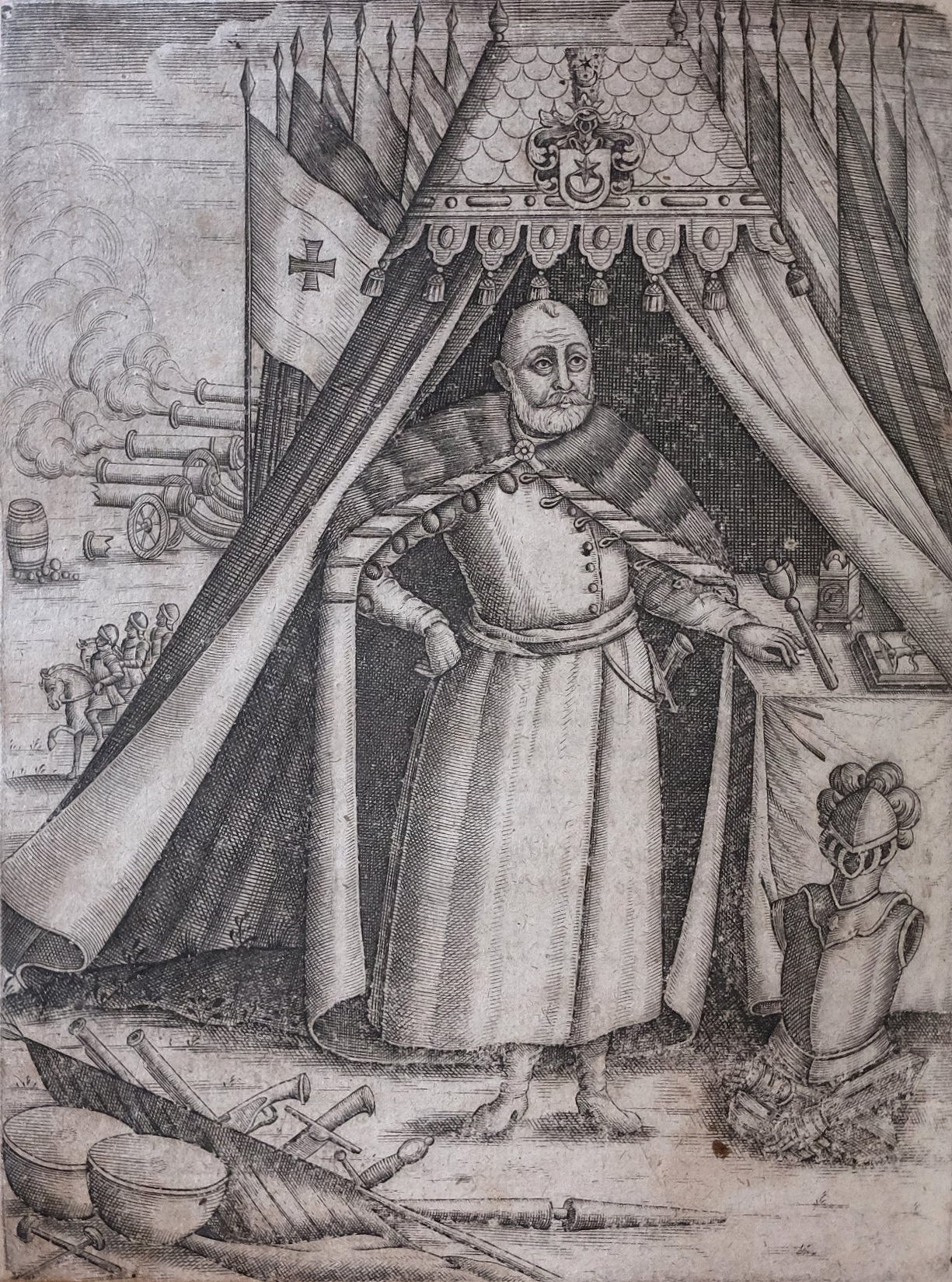
Miedzioryt przedstawiający wojewodę wileńskiego Janusza Tyszkiewicza, rok 1642

Conrad Götke był prawdopodobnie Szwedem. W 1635 roku przebywał w okupowanym przez Szwedów Braniewie w Prusach Królewskich. Tam na zlecenie władz szwedzkich wykonał niezwykle precyzyjny i szczegółowy miedzioryt przedstawiający plan miasta. W latach 1637–1647 znana jest jego działalność jako miedziorytnika w Wilnie, należał on do stałych współpracowników drukarni Akademii Wileńskiej. Wykonał liczne portrety szlachty polsko-litewskiej, a także tworzył krajobrazy i przedstawienia miast.
Niektóre miedzioryty wykonane przez Conrada Götke
- Vera delineatio Veteris Ciuitatis Brunsbergk Epatus Varmien in Prussia Metropolis, Paul Stertzell, 1635
- ilustracje do książki Trincier Büchlein Georga Philippa Harsdörffera, 1642
- Bellaria Academica Ad Serenissimorum Principum Philippi Wilhelmi (. . . ) Sponsi, Et Annæ Catharinæ Constantiæ (. . . ) Sponsæ, Wilno 1642

- Septem Chodkiewicii Heroes Exercitvs Lithvanici dvces (. . . ) D. Christophorvm Chodkiewicz palatinvm Vilnensem Piotr Kazimierz Lacki, Wilno 1642
- Tyara Wieczności, Jaśnie Oświeconey X. Katarzyny Z Potoka Radziwiłowey Xiężny na Birżach y Dubinkach, Augustyn Wituński, Wilno 1643
- Polonia pacifica inter augustas nuptias serenissimorum Vladislai 4. Poloniae et Sueciae regis inuictissimi. Et Ludovicae Mariae princippis Mantuae, et Montisferati (. . ) Panegyrice 1646